# 哈茨山区巴特劳特贝格
哈茨山区巴特劳特贝格（德語：Bad Lauterberg im Harz，發音：[baːt ˈlaʊtɐbɛʁk ʔɪm ˈhaːɐ̯ts] ⓘ）是德国下萨克森州哥廷根县的城市，面积41.56平方千米，2023年12月31日人口为10,258人。